# Elecciones generales de Malta de enero de 1904
El 14 de enero de 1904 se celebraron en Malta elecciones generales. Tras las elecciones todos los diputados dimitieron, convocándose elecciones anticipadas en febrero.

## Antecedentes
Las elecciones se realizaron bajo la constitución de Chamberlain.

## Sistema electoral
Los 8 miembros del consejo fueron elegidos por circunscripciones uninomiales.
| Circunsctipción        | Localidades                                                                                      |
| ---------------------- | ------------------------------------------------------------------------------------------------ |
| I                      | La Valeta este                                                                                   |
| II                     | La Valeta oeste, Msida, Sliema, San Julián                                                       |
| III                    | Floriana, Pietà, Ħamrun, Qormi, Żebbuġ                                                           |
| IV                     | Bormla, Birgu, Kalkara, Żabbar, Marsaskala                                                       |
| V                      | Senglea, New Village, Luqa, Gudja, Għaxaq, Żejtun, Marsaxlokk, Saint George's Bay and Birżebbuġa |
| VI                     | Birkirkara, Balzan, Lija, Attard, Għargħur, Naxxar, Mosta, Mellieħa                              |
| VII                    | Mdina, Rabat, Siġġiewi, Dingli, Qrendi, Mqabba, Żurrieq, Bubaqra, Safi, Kirkop                   |
| VIII                   | Gozo and Comino                                                                                  |
| Fuente: Schiavone, p17 |                                                                                                  |

## Resultados
7.991 personas tenían derecho a voto, de las que ninguna votó, al no haber oposición.
| Miembros generales electos | Miembros generales electos | Miembros generales electos | Miembros generales electos                     |
| Circunscripción            | Nombre                     | Votos                      | Notas                                          |
| -------------------------- | -------------------------- | -------------------------- | ---------------------------------------------- |
| I                          | Andrè Pullicino            | –                          | Reelegido                                      |
| II                         | Paolo Sammut               | –                          | Anteriormente por la Cámara de Comercio        |
| III                        | Cikku Azzopardi            | –                          |                                                |
| IV                         | Beniamino Bonnici          | –                          | Anteriormente por los Graduados                |
| V                          | Salvatore Cachia Zammit    | –                          | Anteriormente por el distrito IX               |
| VI                         | Fransesco Wettinger        | –                          | Anteriormente por el distrito VII              |
| VII                        | Alfred Micallef            | –                          | Anteriormente por los Terratenientes y Nobleza |
| VIII                       | Fortunato Mizzi            | –                          | Anteriormente por el distrito X                |
| Fuente: Schiavone, p180    |                            |                            |                                                |